# Phyllanthus choretroides
Phyllanthus choretroides är en emblikaväxtart som beskrevs av Johannes Müller Argoviensis. Phyllanthus choretroides ingår i släktet Phyllanthus och familjen emblikaväxter. Inga underarter finns listade i Catalogue of Life.